# Sarcocheilichthys
Sarcocheilichthys – rodzaj słodkowodnych ryb z rodziny karpiowatych (Cyprinidae).

## Występowanie
Chiny, Japonia, Korea, wschodnia Rosja, Tajwan i Wietnam.

## Klasyfikacja
Gatunki zaliczane do tego rodzaju:
- Sarcocheilichthys biwaensis
- Sarcocheilichthys caobangensis
- Sarcocheilichthys czerskii – kiełb wargacz[3], kiełb wargacz Czerskiego[4]
- Sarcocheilichthys davidi
- Sarcocheilichthys hainanensis
- Sarcocheilichthys kiangsiensis
- Sarcocheilichthys lacustris – leń jeziorowy[4], leń jeziorny[5]
- Sarcocheilichthys nigripinnis
- Sarcocheilichthys parvus
- Sarcocheilichthys sinensis
- Sarcocheilichthys soldatovi
- Sarcocheilichthys variegatus

Gatunkiem typowym jest Leuciscus variegatus (S. variegatus).